# Bernard Huet
Pour les articles homonymes, voir Bernard Huet (homme politique) et Huet.
Bernard Huet est un architecte et urbaniste français né le 14 janvier 1932 à Quinhon en Indochine française (actuelle Quy Nhom au Viêt Nam), et mort le 9 septembre 2001 à la Pitié-Salpêtrière à Paris.

## Biographie
Après avoir étudié l'architecture à l'école nationale supérieure des beaux-arts dans l'atelier Louis Arretche, Il obtient son diplôme d'architecte DPLG en 1962. Il poursuit ses études au Politecnico di Milano, puis à Philadelphie (Université de Pennsylvanie) auprès de Louis Kahn où il obtient un Master of Architecture en 1964.
À son retour en France, peu après mai 1968, il fonde l'unité pédagogique 8 (UP8), où il enseigne jusqu'à sa retraite en 1998, tout en acceptant des invitations à enseigner dans de nombreuses écoles étrangères. Il y prône le « retour à la ville historique » par opposition à la « ville fonctionnelle » du mouvement moderne. Il fonde ensuite son agence à Paris en 1978 au 23 passage de la Main d'Or , baptisée « Groupe TAU » (pour Théorie, Architecture, Urbanisme) puis renommée « Ville & Architecture » en 1992.
Il a été rédacteur en chef de la revue L'Architecture d'aujourd'hui de 1974 à 1978. Bernard Huet est membre du jury international chargé, en 1983,  de choisir l'architecte pour l'Opéra de la Bastille.

## Réalisations
- 1984 :réhabilitation de la Ferme du Buisson à Noisiel en centre artistique et culturel
- 1989 : réaménagement de la place de la Bataille-de-Stalingrad, Paris 19e
- 1994 : réaménagement de l'avenue des Champs-Élysées avec Jean-Michel Wilmotte et Norman Foster
- 1995 - 1996 : réaménagement de la place des Fêtes, Paris 19e
- 1993 - 1997 : parc de Bercy, avec Marylène Ferrand, Jean-Pierre Feugas, Bernard Le Roy, et les paysagistes Ian Le Caisne, Philippe Raguin
- 1995 - 1998 : réaménagement de La Place de la Victoire (Clermont-Ferrand), de La Place de la Bourse et de La rue de l’Hôtel de Ville[5]
- 1996 - 1999 : réaménagement de La Place de la Liberté et du Square Mathon à Brest[6]
- 2001 : réaménagement de Piazza Unità d'Italia (Trieste) avec Ceschia e Mentil architetti associati.
- 1999 - 2004 : parc du Parc du 26e Centenaire, Marseille 10e[7]
- 1992 - 2007 : ZAC Cathédrale, Amiens (terminé par Olivier Bressac d'après son projet)[8]

## Publications
- 1981 : Le Creusot, naissance et développement d'une ville industrielle 1782-1914, avec Christian Devillers, éd. Champ Vallon, coll. Milieux, préface de Louis Bergeron, 287 pages  (ISBN 2903528128)
- 1981 : Anachroniques d'architecture, éd. Archives d'architecture moderne, Bruxelles, 179 pages  (ISBN 2871430209).
- 2003 : Sur un état de la théorie de l’architecture au XXe siècle, éd. : Quintette, 2003, 61 pages  (ISBN 2868501141).

## Distinctions
- 1954 : Prix de l'Académie d'Architecture
- 1983 : Grand Prix de la critique architecturale
- 1993 : Grand Prix de l'urbanisme et de l'art urbain
- 1995 : médaille de l'urbanisme de l'Académie d'Architecture

## Décorations
- Chevalier de la Légion d'honneur le 30 décembre 2000[9] pour ses 43 ans d'activités professionnelles et de services militaires.
- Commandeur de l'ordre des Arts et des Lettres Il est fait commandeur lors de la promotion du 28 mai 1994[10].